# Bystřice (přírodní památka)
Bystřice přírodní památka zahrnující říčku Bystřici v úseku středního toku o délce asi 25 kilometrů na území okresů Jičín a Hradec Králové mezi vesnicemi Březovice a Homyle. Bytřice v chráněném úseku protéká intenzivně zemědělsky využívanou a převážně odlesněnou krajinou. Vodní tok je obklopen charakteristickými břehovými porosty tvořenými převážně olší lepkavou (Alnus glutinosa) a dalšími vlhkomilnými dřevinami.

## Popis toku
Do okresu Jičín spadá část toku na území Březovic, obce Jeřice včetně části Dolní Černůtky a obce Cerekvice nad Bystřicí včetně části Třebovětice. V okrese Hradec Králové pak po hranici obcí Hněvčeves a Benátky, dále přes území obcí Sovětice, Sadová, Dohalice, cípem území obce Mžany, obcí Mokrovousy, Třesovice včetně části Popovice, městem Nechanice (částmi Sobětuš, Lubno, Komárov, Nechanice), přes území obce Kunčice a závěrečný úsek po hranicí částí Boharyně a Homyle obce Boharyně (od Kunčic dále je chráněno pouze levé rameno). S výjimkou Jeřic říčka většinou teče mimo sídelní útvary nebo po jejich okraji. Tok je ve většině úseků přímý nebo jen mírně meandrující, do ochrany nejsou zahrnuty náhony, kterých je v úseku mnoho.

## Předmět ochrany
Předmětem ochrany je podpora a stabilizace populace evropsky významného a silně ohroženého živočišného druhu velevruba tupého (Unio crassus) včetně aktivní ochrany jeho biotopu; vhodnými formami ochrany vodního toku zajistit stabilitu biotopu a podpořit jeho další šíření na lokalitě,

## Galerie

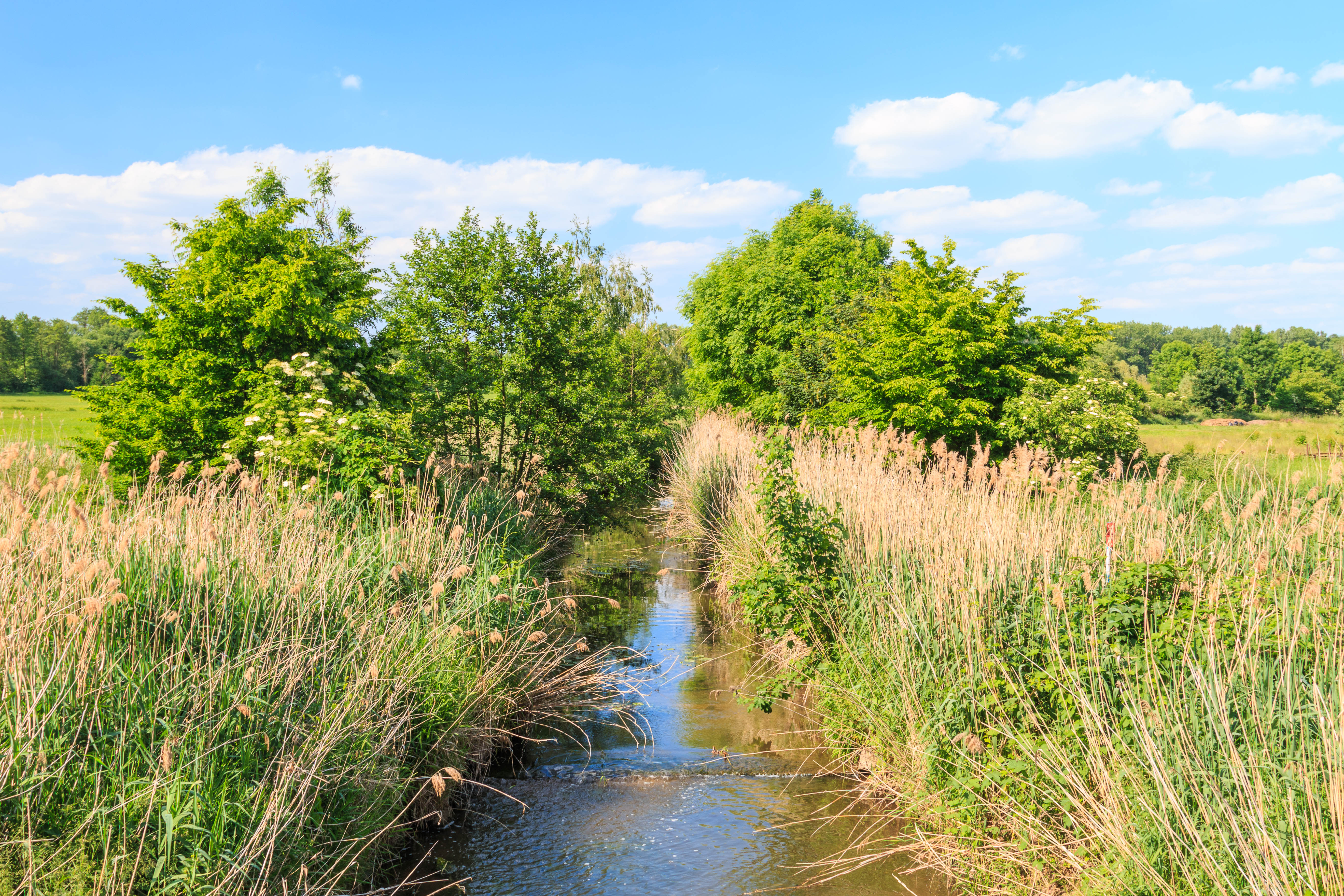
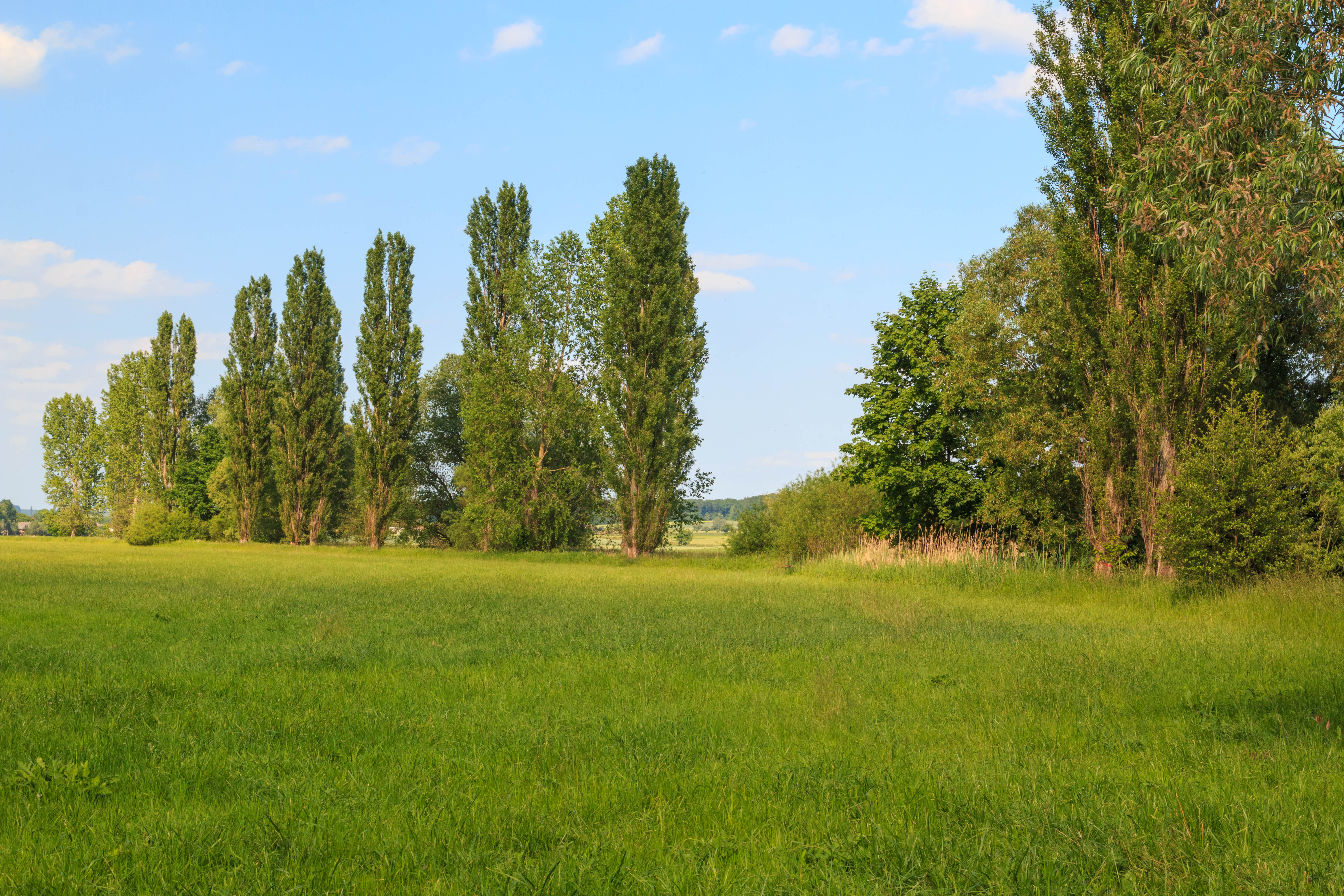
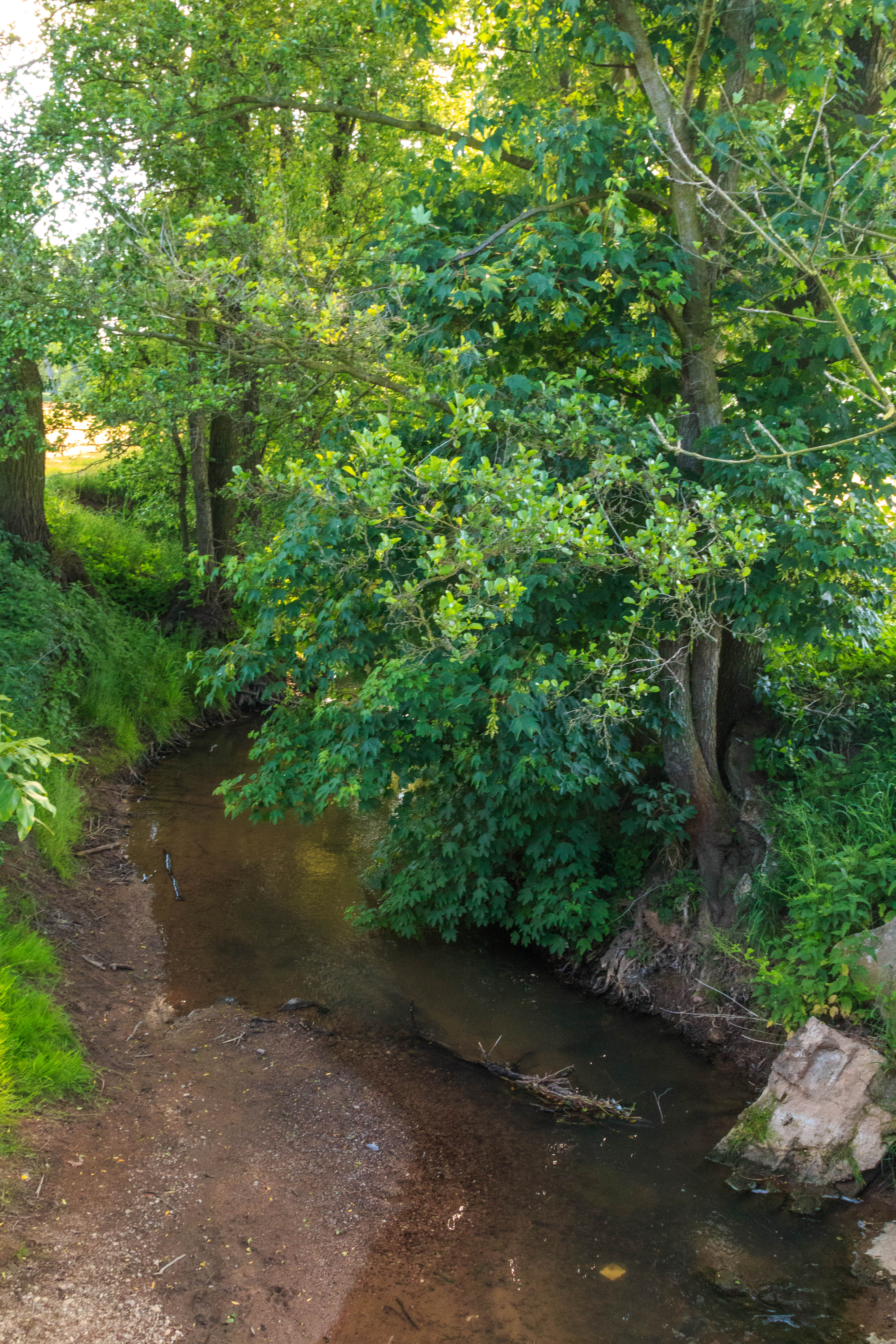
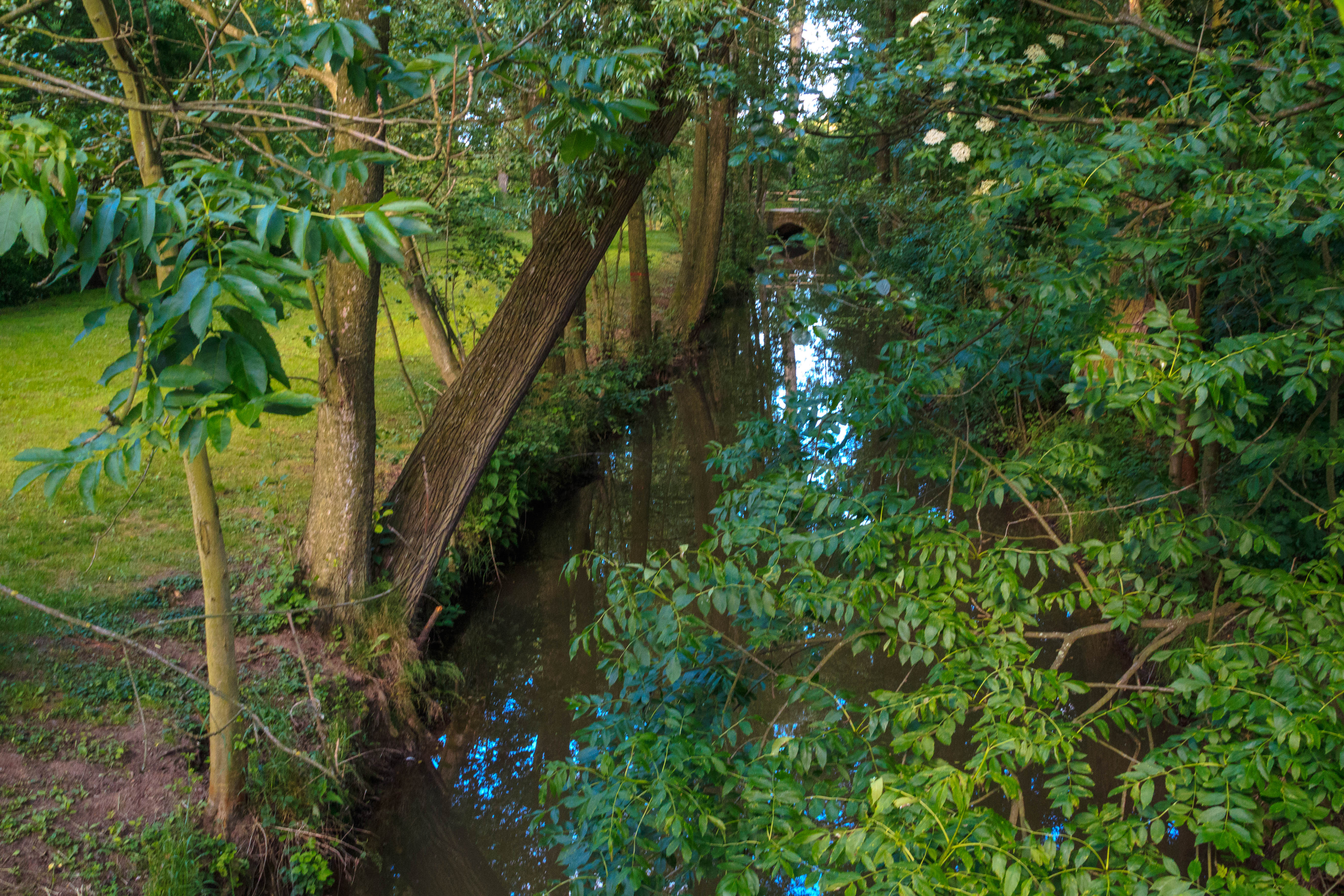